# فرور (گرمسار)
فرور یک روستا در ایران است که در دهستان لجران شهرستان گرمسار استان سمنان واقع شده‌است. فرور ۷۰۶ نفر جمعیت دارد.